# Uniche
Uniche è stato un programma televisivo italiano andato in onda dal 24 luglio 2018 al 3 giugno 2022 su Rai Premium e condotto da Diego Dalla Palma.

## Format
In ogni puntata Diego Dalla Palma incontrava una celebre donna del mondo dello spettacolo e della cultura che si raccontava con sincerità affrontando aspetti della sua vita privata e professionale.

## Edizioni
| Edizione | Conduzione        | Periodo          | Periodo         | Puntate | Rete        |
| Edizione | Conduzione        | Inizio           | Fine            | Puntate | Rete        |
| -------- | ----------------- | ---------------- | --------------- | ------- | ----------- |
| 1        | Diego Dalla Palma | 24 luglio 2018   | 28 luglio 2018  | 6       | Rai Premium |
| 2        | Diego Dalla Palma | 13 dicembre 2018 | 15 gennaio 2019 | 6       | Rai Premium |
| 3        | Diego Dalla Palma | 12 giugno 2019   | 31 luglio 2019  | 8       | Rai Premium |
| 4        | Diego Dalla Palma | 24 aprile 2020   | 8 giugno 2020   | 8       | Rai Premium |
| 5        | Diego Dalla Palma | 28 aprile 2021   | 16 giugno 2021  | 8       | Rai Premium |
| 6        | Diego Dalla Palma | 15 aprile 2022   | 3 giugno 2022   | 8       | Rai Premium |

### Prima edizione
| Puntata | Messa in Onda  | Ospiti               |
| ------- | -------------- | -------------------- |
| 1       | 24 luglio 2018 | Ornella Vanoni       |
| 2       | 31 luglio 2018 | Giovanna Mezzogiorno |
| 3       | 7 agosto 2018  | Eva Robin's          |
| 4       | 14 agosto 2018 | Lea Pericoli         |
| 5       | 21 agosto 2018 | Anna Mazzamauro      |
| 6       | 28 agosto 2018 | Monica Guerritore    |

### Seconda edizione
| Puntata | Messa in onda    | Ospiti              |
| ------- | ---------------- | ------------------- |
| 1       | 13 dicembre 2018 | Katia Ricciarelli   |
| 2       | 20 dicembre 2018 | Chiara Francini     |
| 3       | 27 dicembre 2018 | Carla Fracci        |
| 4       | 3 gennaio 2019   | Rosalinda Celentano |
| 5       | 11 gennaio 2019  | Dori Ghezzi         |
| 6       | 14 gennaio 2019  | Lina Sastri         |

### Terza edizione
| Puntata | Messa in onda  | Ospiti            |
| ------- | -------------- | ----------------- |
| 1       | 12 giugno 2019 | Antonella Clerici |
| 2       | 19 giugno 2019 | Giusy Ferreri     |
| 3       | 26 giugno 2019 | Iva Zanicchi      |
| 4       | 3 luglio 2019  | Andrea Delogu     |
| 5       | 10 luglio 2019 | Vladimir Luxuria  |
| 6       | 17 luglio 2019 | Giuliana De Sio   |
| 7       | 24 luglio 2019 | Vanessa Gravina   |
| 8       | 31 luglio 2019 | Cristina Parodi   |

### Quarta edizione
| Puntata | Messa in Onda  | Ospiti            |
| ------- | -------------- | ----------------- |
| 1       | 24 aprile 2020 | Barbara De Rossi  |
| 2       | 1º maggio 2020 | Alba Parietti     |
| 3       | 8 maggio 2020  | Selen             |
| 4       | 15 maggio 2020 | Marcella Bella    |
| 5       | 22 maggio 2020 | Amanda Sandrelli  |
| 6       | 29 maggio 2020 | Drusilla Foer     |
| 7       | 5 giugno 2020  | Caterina Guzzanti |
| 8       | 12 giugno 2020 | Martina Stella    |

### Quinta edizione
| Puntata | Messa in Onda  | Ospiti            |
| ------- | -------------- | ----------------- |
| 1       | 28 aprile 2021 | Veronica Pivetti  |
| 2       | 5 maggio 2021  | Serena Bortone    |
| 3       | 12 maggio 2021 | Vittoria Schisano |
| 4       | 19 maggio 2021 | Myrta Merlino     |
| 5       | 26 maggio 2021 | Paola Perego      |
| 6       | 2 giugno 2021  | Paola Saluzzi     |
| 7       | 9 giugno 2021  | Imma Battaglia    |
| 8       | 16 giugno 2021 | Tosca Donati      |

### Sesta edizione
| Puntata | Messa in Onda  | Ospiti                             |
| ------- | -------------- | ---------------------------------- |
| 1       | 15 aprile 2022 | Nina Zilli                         |
| 2       | 22 aprile 2022 | Cecilia Gasdia                     |
| 3       | 29 aprile 2022 | Maddalena Crippa                   |
| 4       | 6 maggio 2022  | Luciana Savignano                  |
| 5       | 13 maggio 2022 | Tamara Donà                        |
| 6       | 20 maggio 2022 | Annamaria Bernardini de Pace       |
| 7       | 27 maggio 2022 | Anna Paola Concia                  |
| 8       | 3 giugno 2022  | Oriella Dorella e Maria Rita Parsi |

## Articoli stampa

### Prima edizione
- Diego Dalla Palma torna su Rai Premium con UNICHE dal 24 Luglio[33]
- Ornella Vanoni la confessione bollente diventa virale: “La farfallina è un po’ morta"[34]
- Eva Robin’s a Uniche su Rai Premium[35]
- Ethos in tv con Diego Dalla Palma[36]
- Uniche - monica guerritore[37]

### Seconda edizione
- 6 Donne Uniche su Rai Premium[38]
- MARCO FALORNI PRODUCE “UNICHE” ED È SUBITO SUCCESSO[39]

### Terza edizione
- Rai Premium | arriva People con Alice Rachele Arlanch e torna Uniche con Diego Dalla Palma[40]
- Cristina Parodi esagerata in costume mentre si allena, lato B perfetto[41]
- Su Rai Premium torna “Uniche”, è la terza edizione[42]
- Ethos Profumerie Brand Partner di “Uniche”[43]

### Quarta edizione
- “Uniche”: su Rai Premium tornano gli incontri di Diego Dalla Palma con otto donne speciali[44]
- Uniche: Diego Dalla Palma racconta le grandi star - Panorama[45]
- Diego Dalla Palma: «La videoconferenza più importante è la mattina quando ci guardiamo allo specchio» | Vanity Fair Italia[46]
- “Uniche”: su Rai Premium tornano gli incontri di Diego Dalla Palma con otto donne speciali[47]

### Quinta edizione
- Diego Dalla Palma si racconta: “Sono stato picchiato da un compagno fino a perdere conoscenza. Se sono stato amato? Molto, anche da chi non potevo amare”[48]
- Uniche torna su Rai Premium con Diego Dalla Palma[49]
- PAOLA PEREGO PROTAGONISTA DI “UNICHE”[50]

### Sesta edizione
- Oriella Dorella e Maria Rita Parsi protagoniste a “Uniche”[51]
- Diego Dalla Palma torna su Rai Premium con “Uniche”[52]
- Dalla Palma a cuore aperto: “Non mi amo e verrò dimenticato” Torna Uniche sul Rai Premium[53]
- Il Fatto Quotidiano: Il make-up artist si è aperto, senza filtri, in una lunga intervista[54]